# Riemenstalden
Riemenstalden és un municipi del cantó de Schwyz, situat al districte de Schwyz.